# Lavernose-Lacasse

Lavernose-Lacasse este o comună în departamentul Haute-Garonne din sudul Franței. În 2009 avea o populație de 2.673 de locuitori.

## Evoluția populației
| An        | 1975  | 1982  | 1990  | 1999  | 2006  | 2009  |
| --------- | ----- | ----- | ----- | ----- | ----- | ----- |
| Populație | 1.126 | 1.289 | 1.517 | 1.943 | 2.462 | 2.673 |